# Phaonia flavescens
Phaonia flavescens är en tvåvingeart som först beskrevs av Gimmerthal 1842.  Phaonia flavescens ingår i släktet Phaonia och familjen husflugor. Inga underarter finns listade i Catalogue of Life.